# Alizé (bateau)
Pour les articles homonymes, voir Alizé (homonymie).
Le BSP Alizé (A645) est un bâtiment de soutien polyvalent de la Marine nationale.
Mis à l'eau le 26 novembre 2004 à Cherbourg, il est admis au service le 8 novembre 2005. Son port d'attache est Toulon. Il a été construit à Boulogne-sur-Mer par la société SOCARENAM. 
Rattaché à la Force d'action navale, l’Alizé assure diverses opérations maritimes. En plus des aménagements spécifiques permettant la mise en œuvre de plongeurs (vestiaires secs et humides, stockage et conditionnement des équipements de plongée, salles de cours, atelier), il est équipé d'un caisson hyperbare biplace et d'installations médicales spécialisées. Doté d'une plateforme hélicoptère, il peut mettre en œuvre un hélicoptère NH90. L’Alizé est long de 60 mètres et jauge 1 500 tonnes. Son équipage est de 17 hommes et il peut accueillir une trentaine de passagers.

## Commandants
- Capitaine de corvette Y.A. Lagadic (2005-2007)
- Lieutenant de vaisseau Patras (2007-2009)
- Capitaine de corvette Arnaud Tranchant (2009-2011)
- Capitaine de corvette Grégoire Marois (dep. 13 juillet 2011)